# Lhasa de Sela
Lhasa de Sela, nota anche con lo pseudonimo di Lhasa (Big Indian, 27 settembre 1972 – Montréal, 1º gennaio 2010), è stata una cantautrice statunitense.

## Biografia
Nacque dall'insegnante di lingua messicano Alejandro "Alex" Sela e dalla fotografa statunitense Alexandra Karam a Big Indian, presso Shandaken, nello Stato di New York. Come raccontato da Lhasa,  i suoi genitori hippie non le dettero il nome fino a cinque mesi; sua madre poi lesse un libro sul Tibet e rimase molto colpita dalla parola Lhasa (il capoluogo del Tibet) che "si fissò in lei" ed era quindi il nome giusto per la bambina. Fino ai 10 anni Lhasa visse tra gli Stati Uniti e il Messico, in uno scuolabus trasformato in camper con i genitori e tre sorelle. Iniziò a cantare a tredici anni in una caffetteria greca di San Francisco.
A 19 anni si trasferì a Montréal, in Canada, dove cantava nei bar della città e sviluppava il materiale che sarebbe poi andato a far parte del suo album di debutto, La Llorona, pubblicato nel 1997 in Canada dalla casa discografica indipendente Audiogram. L'album mescola canzoni tradizionali del Sud America con brani originali. La Llorona ricevette il Félix Award per "Artiste québécois - Musique du Monde" nel 1997 e il Juno Award per il Miglior Artista globale, nel 1998.
Dopo un tour in Europa e Nord America, Lhasa si trasferì in Francia nel 1999 per unirsi alle tre sorelle in un circo e compagnia teatrale chiamata Pocheros. Raggiunse poi Marsiglia, dove iniziò a scrivere nuovamente canzoni e tornò poi a Montreal per produrre il suo secondo album, The Living Road, che uscì nel 2003. Mentre La Llorona era stato interamente cantato in spagnolo, The Living Road includeva canzoni in inglese, francese e spagnolo. Un tour di due anni seguì la pubblicazione del secondo album, portandola con il suo gruppo in diciassette paesi. Fu cantante ospite dei Tindersticks nel loro singolo Sometimes It Hurts, estratto dall'album Waiting for the Moon. Successivamente realizzò un duetto con il cantante del gruppo, Stuart Staples, nel brano That Leaving Feeling, incluso nell'album Leaving Songs. Inoltre comparve come ospite in album dei cantanti francesi Arthur H e Jérôme Minière, e del gruppo musicale francese dei Bratsch.
Nel 2005 ottenne il BBC World Music Award come migliore artista delle Americhe. Il terzo album di Lhasa, intitolato Lhasa, fu pubblicato nell'aprile del 2009 in Canada ed in Europa, ed il mese successivo uscì negli Stati Uniti. Sempre nell'aprile del 2009 Lhasa canta nella title track di Wooden Arms, del cantante canadese Patrick Watson, pubblicato anch'esso nell'aprile 2009. Dopo 21 mesi di terapie contro un cancro al seno, morì il 1º gennaio 2010 nella sua casa di Montréal, all'età di 37 anni. Lhasa venne cremata secondo i suoi desideri. Il 9 gennaio si è tenuto il funerale all'Ukrainian National Federation Hall a Montréal. È ricordata anche al Cimitero Notre-Dame-des-Neiges di Montréal. Il 15 maggio 2014 il parco Clark nel quartiere Mile-End di Montréal ha preso il suo nome.

## Discografia
- 1998 - La Llorona (Audiogram/Atlantic), uscito nel 1997 in Canada
- 2003 - The Living Road (Audiogram/Nettwerk)
- 2009 - Lhasa (Warner Music)
- 2017 - Live in Reykjavik (Audiogram)